# Liebling (Rumänien)

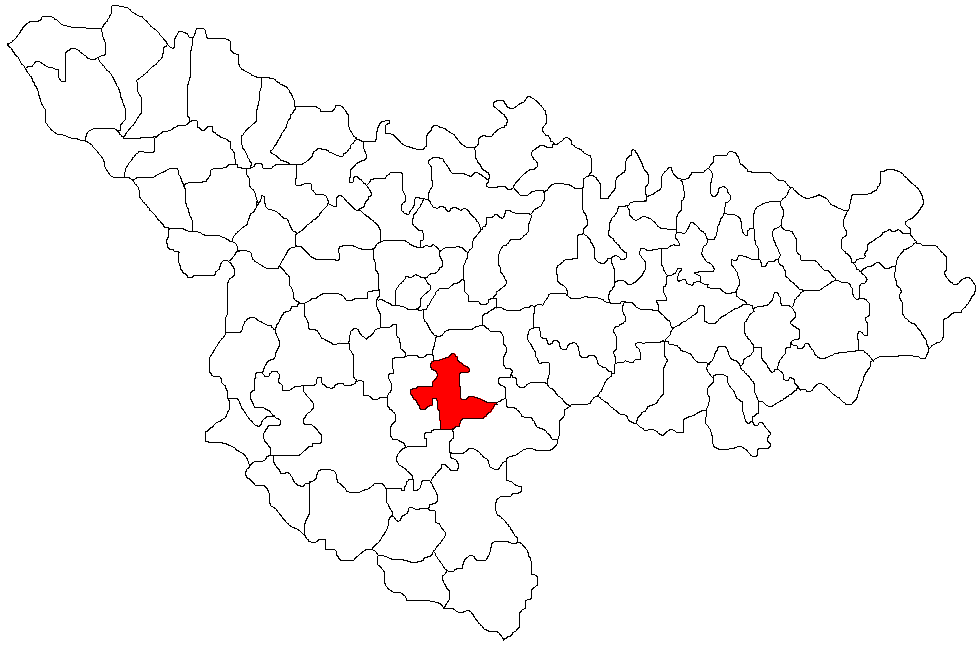
Lage der Gemeinde Liebling im Kreis Timiș

Liebling (deutsch, rumänisch und ungarisch; ungarisch auch Kedvencz) ist eine Gemeinde im Kreis Timiș, in der Region Banat, im Südwesten Rumäniens, etwa 30 km südlich von der Kreishauptstadt Timișoara (Temeswar) entfernt.

## Nachbarorte
| Pădureni | Urseni                                      | Sacoșu Turcesc |
| Jebel    | Kompassrose, die auf Nachbargemeinden zeigt | Nițchidorf     |
| Voiteg   | Birda                                       | Șipet          |

## Lage
Liebling liegt am Rande des Banater Hügellands an der Landstraße DJ 69 auf halber Strecke zwischen Timișoara und Deta und an der Bahnstrecke Jebel–Liebling. Die Gemeinde gehört dem Landkreis Timiș an. Liebling liegt etwa 76 Meter über dem Meeresspiegel.

## Geschichte
Die Ortschaft liegt im Banat und wurde 1786 während des dritten großen Schwabenzugs unter Joseph II. angelegt und mit Protestanten besiedelt. Liebling war die erste protestantische Siedlung im Banat.
Der Ortsname geht auf den Kameraladministrator Nikolaus Freiherr von Vecsey zurück. Ihm zu Ehren wollte der Kolonialkommissar Walbrun den Ort Veczehaza benennen. Freiherr von Vecsey lehnte diese Ehrung ab und antwortete: „Nein, er soll Liebling heißen, denn die Protestanten sind meine Lieblinge.“
Die evangelische Kirche wurde 1823 fertiggestellt. 1835 gründeten die evangelischen Gemeinden im Banat einen eigenen Kirchenbezirk. 1841 wurde die evangelische Schule gebaut. 1845 wurde die römisch-katholische Kirchengemeinde in Liebling gegründet. Nachdem Liebling infolge des Vertrags von Trianon an Rumänien gefallen war, wurden 1926 16 rumänische Familien hier angesiedelt.
Am 4. Juni 1920 wurde das Banat infolge des Vertrags von Trianon dreigeteilt. Der größte, östliche Teil, zu dem auch Liebling gehörte, fiel an Rumänien.
1941 hatte Liebling 5086 Einwohner, davon 886 Rumänen und 4086 Deutsche. Am 22. September 1944 ergriffen 2158 deutsche Bewohner aus Liebling vor der heranrückenden Sowjetarmee die Flucht in Richtung Westen. Im Oktober kamen sie im Raum Braunau an, wo sie in den umliegenden Dörfern einquartiert wurden. Mehr als hundert Lieblinger wurden im Januar 1945 in russische Arbeitslager deportiert, in denen fast die Hälfte den Tod fanden. Die Kommunistische Regierung siedelte nach 1945 mehr als 2000 Rumänen in den leerstehenden Häusern an. 2002 hatte Liebling 3744 Einwohner, davon 3362 Rumänen und 22 Deutsche.
Das Bodenreformgesetz vom 23. März 1945, das die Enteignung der deutschen Bauern in Rumänien vorsah, entzog der ländlichen Bevölkerung die Lebensgrundlage.

## Wirtschaft
1994 wurde in Liebling die rumänisch-italienische Handelsgesellschaft „BRIST PAN“ gegründet, die Backwaren und Milchprodukte herstellt. Die italienischen Backöfen sollen täglich 3.500 Brote backen. Die Inbetriebnahme einer eigenen Mühle war für einen späteren Zeitpunkt vorgesehen. In der Käseabteilung sollen Butter und verschiedene Käsesorten erzeugt werden, darunter auch der bekannte Mozzarella. Dafür sollen täglich 2.000 Liter Milch verarbeitet werden. In der dritten Abteilung sollen zehn Biskuitsorten, Pizza, Tortenblätter und Grisine hergestellt werden.